# چارلز آمبروز استوری
چارلز آمبروز استوری (به انگلیسی: Charles Ambrose Storey)‏ (۱۹۶۸–۱۸۸۸) شرق‌شناس بریتانیایی بود. او در دانشگاه کمبریج زبان عربی خوانده بود.